# Oribatula gracilata
Oribatula gracilata är en kvalsterart som först beskrevs av Grobler och Kok 1993.  Oribatula gracilata ingår i släktet Oribatula och familjen Oribatulidae. Inga underarter finns listade i Catalogue of Life.